# Karl Behr
Karl Howell Behr (ur. 30 maja 1885, Brooklynie, zm. 15 października 1949 w Nowym Jorku) – amerykański tenisista.
W 1912 roku przeżył katastrofę Titanica.

## Kariera tenisowa
W 1904 roku zdobył mistrzostwo międzyuczelniane USA w deblu.
W 1907 roku dotarł do finału Wimbledonu w grze podwójnej w parze z Bealsem Wrightem. Pojedynek o tytuł Amerykanie przegrali z deblem Norman Brookes–Anthony Wilding. W tym samym roku został powołany do reprezentacji USA do rywalizacji finałowej Pucharu Davisa przeciwko Australii. W parze z Bealsem Wrightem zdołał pokonać Brookesa i Wildinga, jednak z tymi samymi rywalami poniósł porażki w singlu co przesądziło o triumfie Australijczyków.
Behr siedmiokrotnie notowany był w czołowej dziesiątce w USA, w tym jako nr 3. w 1907 i 1914 roku.
Pośmiertnie, w 1969 roku, został uhonorowany miejscem w Międzynarodowej Tenisowej Galerii Sławy.

### Finały w turniejach wielkoszlemowych

#### Gra podwójna (0–1)
| Końcowy wynik | Nr | Data | Turniej           | Nawierzchnia | Partner      | Przeciwnicy                    | Wynik finału  |
| ------------- | -- | ---- | ----------------- | ------------ | ------------ | ------------------------------ | ------------- |
| Finalista     | 1. | 1907 | Wimbledon, Londyn | Trawiasta    | Beals Wright | Norman Brookes Anthony Wilding | 4:6, 4:6, 2:6 |